# Alpha (セレクトショップ)
Alpha（アルファ）はアメリカ合衆国カリフォルニア州ロサンゼルスのメルローズ・アベニューにあるメンズ用品のセレクトショップである。

## 概要
ダレン・ゴールド（Darren Gold）とクリストス・ガルキノス（Christos Garkinos）によって2004年10月、オープンした。
ゴールドはもともとサックス・フィフス・アベニューやニューヨーク髙島屋でも高級ブランドを扱っていた経験がある。
ガルキノスもまた、ハイエンドなファッションラインのリテーラーして知られており、先頃はファッション雑誌「ヴォーグ」にも登場した。